# War Ina Babylon
War Ina Babylon est le quatrième album studio du chanteur de reggae jamaïcain Max Romeo, et sans doute celui qui lui a rapporté le plus de succès ; il est également généralement considéré comme celui de son apogée musical. Enregistré en 1975 au studio mythique de Black Ark, avec le producteur de quelques-unes des plus grandes icônes du reggae, Lee « Scratch » Perry, il est réalisé en collaboration avec le collectif de musiciens de ce dernier, les Upsetters.
L'album parait finalement en 1976 sous le label Island, et signera le début de la carrière internationale de Max Romeo. Il fait aujourd'hui partie des albums "classiques" du reggae, et certaines de ses chansons (One Step Forward, Chase The Devil) ont été samplées par de nombreux artistes, comme Jay-Z ou The Prodigy.

## Liste des titres
1. One Step Forward - 5 min 18 s
2. Uptown Babies Don't Cry - 5 min 06 s
3. Chase The Devil - 3 min 33 s
4. War Ina Babylon - 4 min 56 s
5. Norman - 4 min 56 s
6. Stealing In The Name Of Jah - 3 min 12 s
7. Tan And See - 4 min 42 s
8. Smokey Room - 3 min 10 s
9. Smile Out A Style - 3 min 33 s